# Zachte ooievaarsbek
De zachte ooievaarsbek (Geranium molle) is een een- of tweejarige plant uit de ooievaarsbekfamilie (Geraniaceae). De plant komt van nature voor in Europa en is geïntroduceerd in de Verenigde Staten. 

## Onderscheid
De Nederlandse naam is gegeven wegens de zachte beharing op de stengel. Er zijn echter wel meer soorten ooievaarsbekken met beharing. Een goed kenmerk om de soort te onderscheiden van de kleine ooievaarsbek (Geranium pusillum) is dat de zachte ooievaarsbek korte en lange haren op stengel, bladsteel en bloemsteel heeft. De stempels van de zachte ooievaarsbek zijn van binnen paars en de deelvruchten zijn onbehaard en hebben fijne dwarsrichels. De kleine ooievaarsbek daarentegen heeft stempels die van binnen gelig zijn, en zijn deelvruchten hebben haartjes, maar geen fijne dwarsrichels. 

## Voorkomen
In België en Nederland is de plant zeer algemeen. De standplaats is op droge grazige plaatsen, op braakliggende grond en in de duinen. De maximale grootte bedraagt 40 cm, maar de plant blijft meestal korter dan 30 cm. De breedte van de plant blijft eveneens meestal minder dan 40 cm. De bladeren hebben een ronde vorm met verschillende insnijdingen. De bladeren kleuren in de herfst rood door de aanwezigheid van anthocyaan.
De meestal roze, soms purperrode bloemen zijn circa 1 cm breed. De bloemstengels zijn opstijgend. De wortelbladen zijn tot minder dan de helft ingesneden, de stengelbladen tot halverwege. Er zijn vijf kroonbladen. De bloeitijd is van april tot september. De stengels zelf zijn vaak roodachtig gekleurd. Een plant produceert 1.500-2.000 zaadjes per jaar.

## Voortplanten
De plant verspreidt zich door zaden. De vrucht is kaal, meestal met fijne dwarsrichels. Botanisch gezien is de vrucht een vijfdelige kluisvrucht. De vruchtklep blijft aan het zaad verbonden, waardoor het vaak in de vacht van dieren over grote afstanden wordt meegenomen.

## Ecologischebetekenis
De zachte ooievaarsbek is waardplant voor het bruin blauwtje en Helianthemum nummularium. Ook de spin Trachyzelotes pedestris kan op deze plant worden aangetroffen.

## Namen in andere talen
- Duits: Weicher Storchschnabel
- Engels: Dove's-foot Crane's-bill
- Frans: Géranium Mollet